# 10572 Kominejo
10572 Kominejo este un asteroid din centura principală de asteroizi.

## Descriere
10572 Kominejo este un asteroid din centura principală de asteroizi. A fost descoperit pe 8 noiembrie 1994 la Kiyosato de Satoru Ōtomo. Asteroidul prezintă o orbită caracterizată de o semiaxă mare de 2,18 ua, o excentricitate de 0,07 și o înclinație de 2,2° în raport cu ecliptica.